# Serendipity

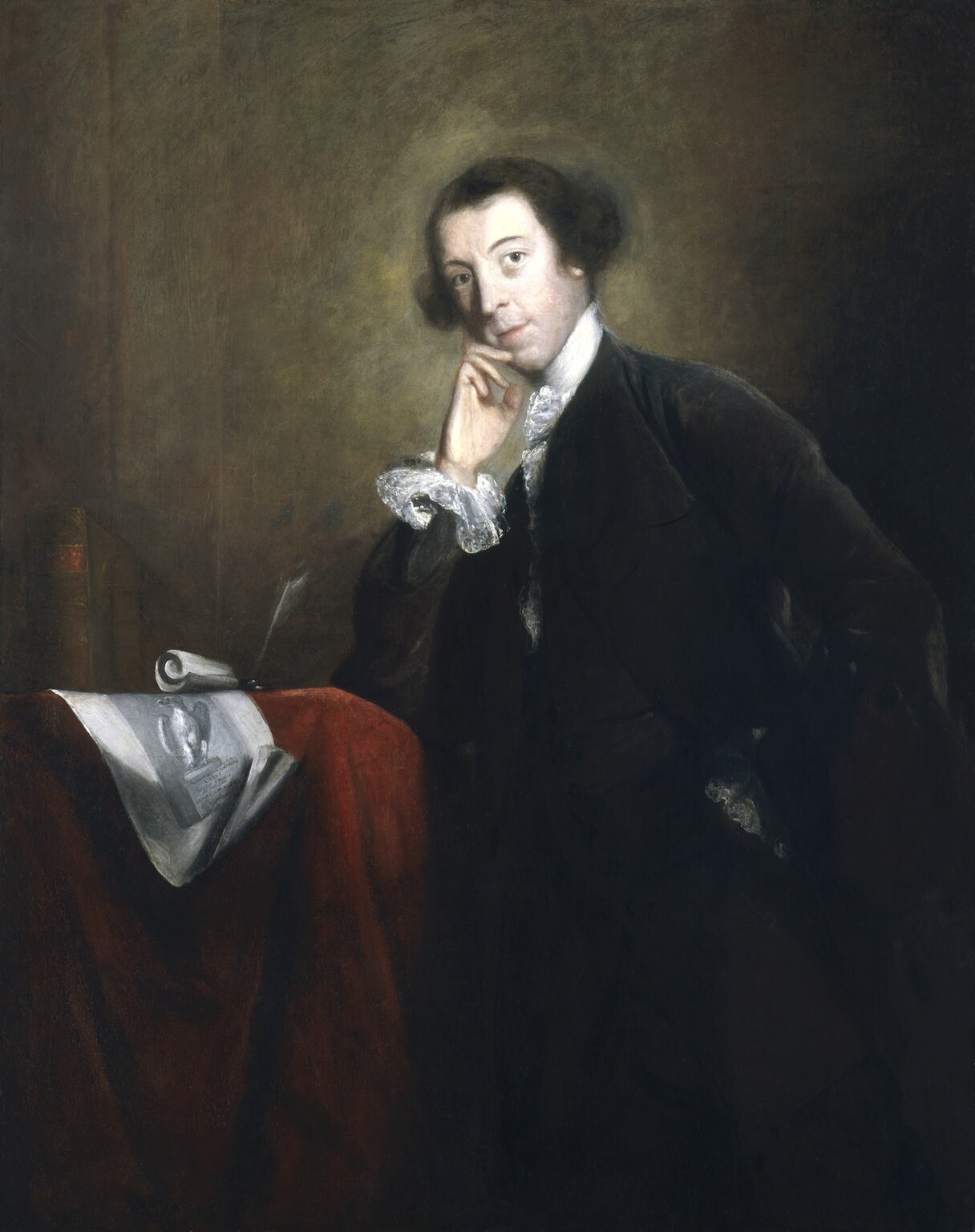
Joshua Reynolds, Potret Horace’a Walpole’a

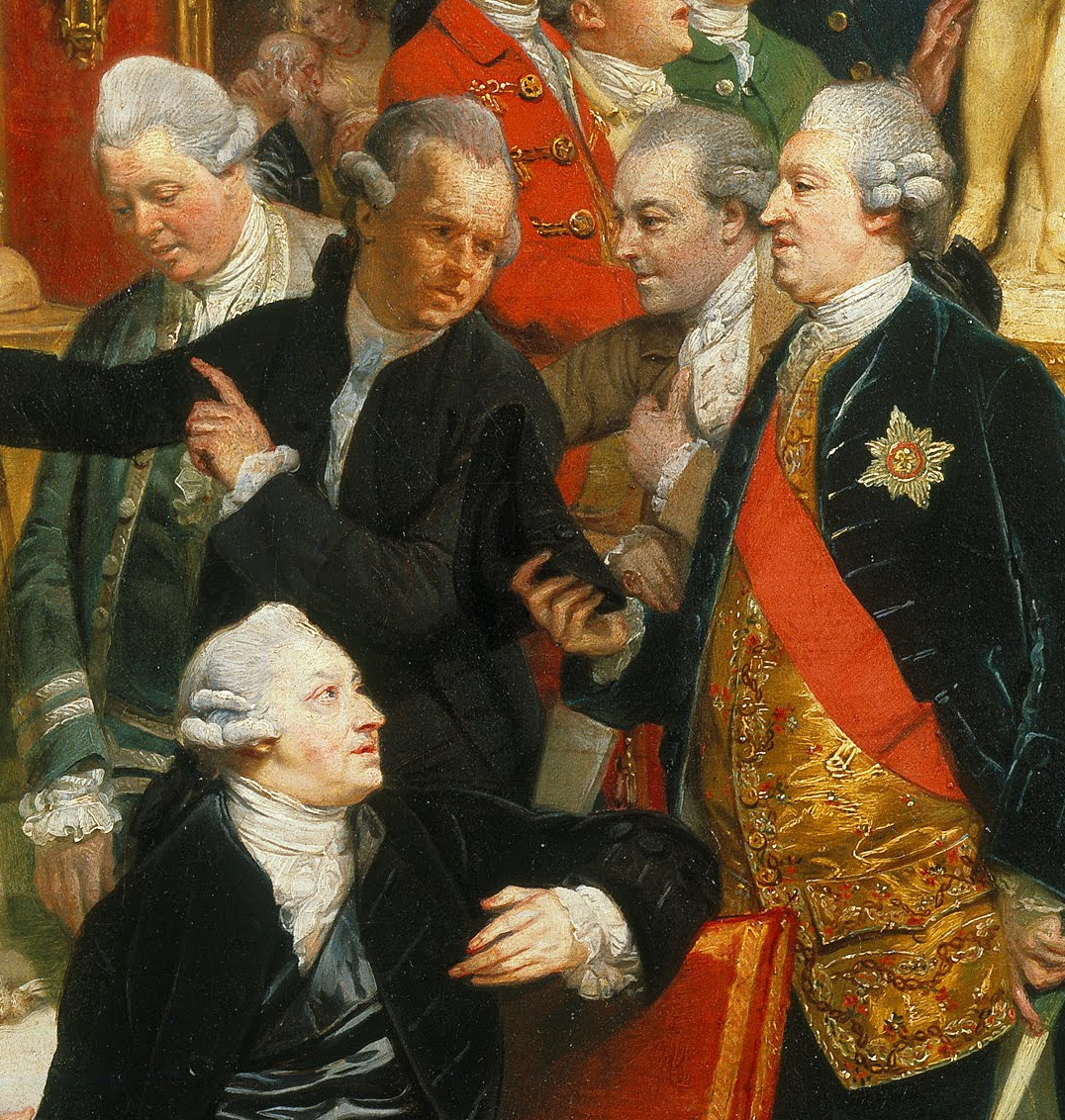
Johann Zoffany, Trybuna Galerii Uffizich (fragment – Horace Mann pierwszy od prawej)

Serendipity – złożony termin w języku angielskim o poniższych znaczeniach.

## Znaczenie
Według wybranych słowników, słowo serendipity tłumaczy się jako:
- naturalną zdolność do interesujących lub wartościowych odkryć przez przypadek[1];
- dar znajdowania wartościowych lub przyjemnych rzeczy, których się nie szuka[2];
- tylko jako zwrot „by serendipity” przetłumaczony (na język polski) jako „szczęśliwym trafem”[3];
- zdolność dokonywania szczęśliwych odkryć przez przypadek[4];
- zdolność dokonywania pożądanych odkryć przypadkowo[5];
- szczęście, powodzenie[5].

### Tłumaczenia w innych językach
Słowo to zostało przed laty uznane jako trudno przetłumaczalne na inne języki. Początkowo zapomniane, z początkiem XX wieku zdobywało pewną popularność. Zaczęto tworzyć odpowiedniki w innych językach, które w znacznej części oparte są na pierwotnym rdzeniu serendip z dodaniem odpowiednich sufiksów. Przeglądając wikipedie w innych językach, napotykamy m.in.:
- francuski: sérendipité;
- włoski: serendipità;
- hiszpański: serendipia;
- niemiecki: Serendipität;
- ukraiński: cеренди́пність (serendypnist´);
- rosyjski: серенди́пность (sieriendipnost´);
- japoński: セレンディピティ (serendipiti);
- chiński: 意外发现  (yìwài fāxiàn; niespodziewane odkrycie[7]).

W wielu artykułach, jako przykłady „działania” serendipity, podaje się przypadkowe wynalazki i odkrycia, które wywarły ogromny wpływ na całą ludzkość. Niektóre z nich to:
- odkrycie zjawiska elektromagnetyzmu przez Hansa Christiana Ørsteda w 1820 r.;
- odkrycie pierścieniowej budowy benzenu przez Friedricha Kekulé w 1865 r., co zapoczątkowało nowy dział chemii organicznej – chemię związków aromatycznych;
- odkrycie promieni X przez Wilhelma Conrada Röntgena w 1895 r.;
- odkrycie penicyliny przez Aleksandra Fleminga w 1928 r.

## Etymologia
Słownik etymologiczny online podaje, że słowo serendipity pochodzi od Serendip, dawnej nazwy Cejlonu (obecnie Sri Lanka), poprzez arabskie Serendib z licznych wersji sanskryckich, m.in.: Simhaladvipa, Serendiva, Serendivus, Sirlediba, oznaczających "wyspę zamieszkiwaną przez lwy".
Inne, wielkie słowniki również podają takie pochodzenie słowa serendipity. Zostało ono użyte w baśni perskiej o trzech braciach, książętach z Serendip (The Three Princes of Serendip), których ojciec wysłał w podróż, aby poznali świat, wzbogacili swoją wiedzę i zdobyli doświadczenie. W czasie wędrówki dzielni bracia wykazali się swoją inteligencją, wiedzą, spostrzegawczością, zdolnością kojarzenia pozornie nieistotnych faktów oraz dochodzeniem do słusznych wniosków i ważnych odkryć.
Baśń tę przeczytał angielski hrabia Horace Walpole (1717–1797) – syn pierwszego premiera Wielkiej Brytanii – i postanowił, aby jej wątek przewodni, czyli przypadki prowadzące do szczęścia nieposzukiwanego, nazwać właśnie serendipity. Napisał o tym w liście, datowanym 28 stycznia 1754 r., do swojego przyjaciela, dyplomaty Horace’a Manna (1706–1786). Data ta jest uznana za użycie tego słowa po raz pierwszy w języku angielskim. Neologizm ten przeszedł ciekawą drogę, nabierając wielu niuansów i rozprzestrzeniając się po całym świecie.
Historia słowa serendipity jako pomyślnej mieszanki mądrości i szczęścia, została obszernie opisana w książce pt.: “The Travels and Adventures of Serendipity: A Study in Sociological Semantics and the Sociology of Science”. Jej autorami są: Robert K. Merton i Elinor Barber.

## „Serendipity” w biznesie
Słowo serendipity stało się popularne w biznesie, wśród menedżerów poszukujących nowych rozwiązań, kreatywności i innowacyjności. Dostępne są prace naukowe i artykuły poruszające te zagadnienia z wykorzystaniem „filozofii” serendipity, np.: “From serendipity to sustainable competitive advantage: insights from Houston’s Farm and their journey of co-innovation”
czy: “Desperately seeking serendipity: Exploring the impact of country location on innovation in the wine industry”.

## Nauka
Niektórzy myśliciele dyskutują o roli szczęścia w nauce: jak łączyć pozornie nieistotne fakty w celu wyprowadzania wartościowych wniosków. Chemicy z Uniwersytetu Princeton uważają, że taki sposób może być pomocny w badaniach naukowych. Dzięki „accelerated serendipity” niemożliwe stało się możliwe.
Serendipaceratops to rodzaj dinozaura ptasiomiednicznego o niepewnej pozycji systematycznej, żyjącego w okresie wczesnej kredy (ok. 116–115 mln lat temu) na terenach dzisiejszej Australii. Nazwa rodzajowa pochodzi od angielskiego słowa serendipity.

## „Serendipity” w kulturze

### „Serendipity” w literaturze

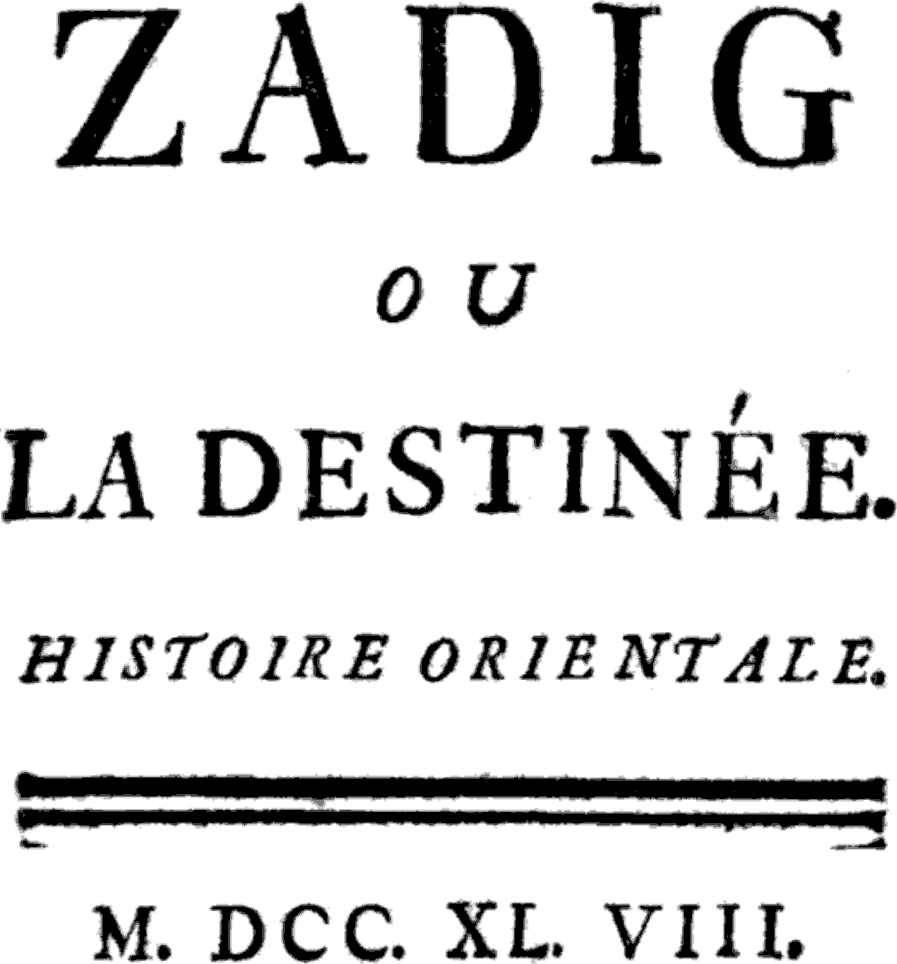
Zadig Voltaire’a

Motywy perskiej baśni o trzech braciach pojawiają się w filozoficznej powiastce o tytule Zadig (tytuł oryginału: Zadig, ou la destinée. Historie orientale.), napisanej przez Voltaire’a. W przekładzie na język polski Tadeusza Boya-Żeleńskiego tytuł powieści brzmi: Zadig czyli Los.  Voltaire przedstawia w niej pogląd, że ludzkie życie jest w rękach przeznaczenia. Tytułowy bohater o imieniu Zadig trafia na wyspę Serendib, gdzie zyskuje szacunek jako doradca i rozjemca sporów, a król Nabissan czyni go swoim powiernikiem.

### „Serendipity” w filmie
Serendipity to imię muzy, bohaterki granej przez Salmę Hayek, w filmie reżyserii Kevina Smitha z 1999 r. pt.: „Dogma”.
W 2001 r. odbyła się premiera amerykańskiej komedii romantycznej pt. „Serendipity” w reżyserii Petera Chelsoma. W Polsce film nosił tytuł „Igraszki losu” (premiera w 2002). Sara (Kate Beckinsale) i Jonathan (John Cusack) zakochują się w sobie od pierwszego wejrzenia, ale postanawiają przekonać się, czy są sobie przeznaczeni. Prowadzi to do serii powikłanych wydarzeń. W jednej ze scen bohaterowie spotykają się w nowojorskiej „restauracji deserów” o nazwie „Serendipity 3”. Lokal ten rzeczywiście istnieje i ma równie ciekawą historię.

### Restauracja „Serendipity 3” w Nowym Jorku

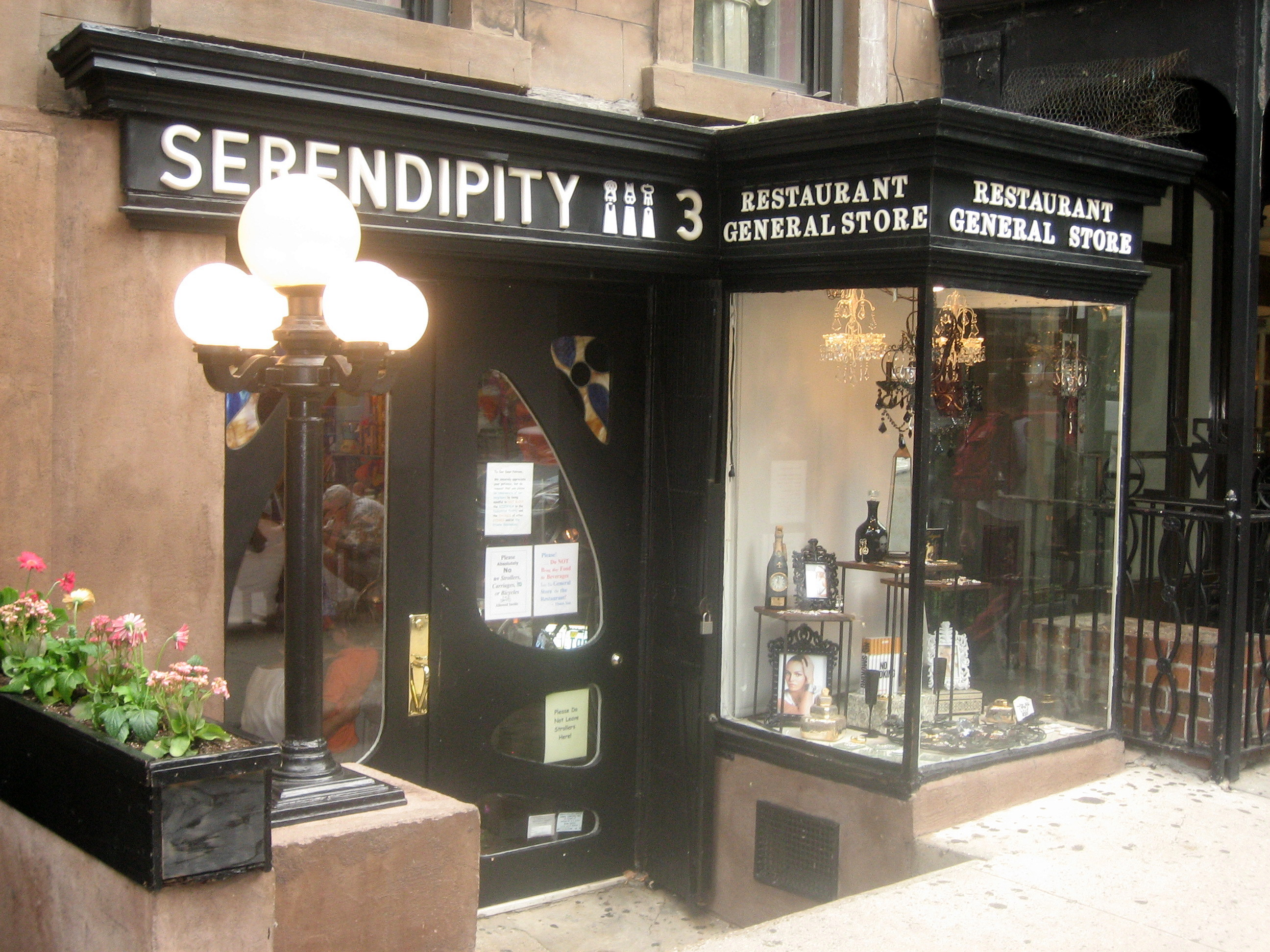
Wejście do Serendipity 3

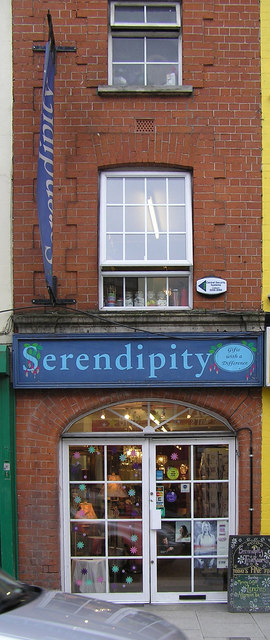
Sklep Serendipity w Omagh, Irlandia

W Nowym Jorku pod adresem: 225 East 60th Street, znajduje się restauracja „Serendipity 3”, założona w 1954 r. przez Stevena Bruce’a. Bywali w niej m.in.: Bill Clinton, Jacqueline Kennedy Onasis, Marilyn Monroe, Andy Warhol (płacił swoimi rysunkami).
Restauracja słynie z wyrafinowanych deserów, jak lody na gorąco „Frrrozen Hot Chocolate”, czy najdroższe lody świata – zamawiane z dwudniowym wyprzedzeniem – o nazwie „Golden Opulence Sundae” w cenie 1 tys. USD, zawierające ultracienkie, jadalne płatki złota.
Nazwa restauracji oczywiście nawiązuje do baśni o trzech książętach. Kiedy Steve Bruce miał 16 lat przyjechał do Nowego Jorku po szczęście i sławę jako tancerz. Mieszkał daleko od Manhattanu i przyjeżdżał do miasta trzy razy w tygodniu na lekcje. Spotkał tam dwóch przyjaciół: Calvina Holta i Patcha Carradine’a. Zamieszkali razem we trzech, żyli jak książęta i stworzyli własny „teatr” – „Serendipity 3”. Nazwę wymyślił Carradine po przerzuceniu licznych książek, artykułów i słowników, aż natrafił na perską baśń, która go zainspirowała i pasowała do ich trójki przyjaciół.

### „Serendipity” w muzyce
W latach 60. XX w. pojawiła się w Stanach Zjednoczonych grupa folkowa o nazwie The Serendipity Singers. Debiutowali singlem: „Don't Let the Rain Come Down (Crooked Little Man)„. Przebojem tym uzyskali w 1965 swoją jedyną nominację do Grammy.
W 1986 ukazał się album pt.: Serendipity jazzowego pianisty Mike’a Garsona, w 2015 roku singel Mai Kuraki pt. „Serendipity”, a w 2017 roku piosenka BTS „Serendipity”.

### „Serendipity” w TV
Serendipity „Ren” Gottlieb to jedna z postaci australijskiej opery mydlanej, pt.: „Neighbours”, grana przez Raelee Hill. Serial rozpoczęto w 1985 r. i liczy on już prawie 7 tys. odcinków.
„Różowy smok Serendipity” – japoński serial animowany (26 odcinków), w reżyserii Nobuo Ōnukiego. W japońskiej NTV był emitowany w 1983 r. Został zrealizowany na podstawie serii książek dla dzieci, zatytułowanej „Serendipity”, autorstwa Stevena Cosgrove’a. W Polsce był pokazany na Top Canal.

### „Serendipity” w sztukach pięknych
W 1968 r. w londyńskim Institute of Contemporary Arts (ICA) została zorganizowana wystawa pt.: „Cybernetic Serendipity”. Jej kuratorem była Jasia Reichardt.

### „Serendipity” w modzie
Dla entuzjastek mody, kroju i szycia Serendipity Studio oferuje interesujące wzory i pomysły strojów.

### Sklepy „Serendipity”
Nazwę „Serendipity” nosi na świecie i w sieci internetowej wiele sklepów prowadzących sprzedaż bardzo różnych artykułów: pamiątek, zabawek, ciastek, uroczych bibelotów (z dewizą: The faculty of making happy and unexpected discoveries by accident), sukni i akcesoriów ślubnych, dekoracji i wyposażenia domów, prowadzących także warsztaty robótek ręcznych, eklektycznej mieszanki drobiazgów, sprzętów, wyrobów kolekcjonerskich, które tworzą w naszym otoczeniu kojącą i przytulną atmosferę domowego ciepła, także pod hasłem: The art of making happy & unexpected discoveries.